# مردم بوسنی
مردم بوسنی مردمی هستند که در بوسنی زندگی می‌کنند یا از نسل بوسنیایی‌ها هستند. بوسنی یکی از دو منطقه اصلی بوسنی و هرزگوین است.براساس آخرین آمار رسمی جمع‌آوری شده در بوسنی و هرزگوین، اکثریت مردم آنجا ملیت  بوسنیایی، کروات یا صرب داشتند.تعدادی از مردم ملیت بوسنیایی داشتند،به‌هرحال این‌ها (به همراه گروه‌هایی مانند:یهودیان،رومانیایی‌ها و غیره)در رده «دیگران» لیست شدند.براساس آخرین آمار جمعیتی که در سال ۲۰۱۳ جمع‌آوری شد ،جمعیت رده «دیگران» ۲.۷% بود.به گفته عده‌ای،کسی می‌تواند  یک بوسنیایی باشد که دارای شهروندی ایالت بوسنی و هرزگوین است،و به این ترتیب عمدتاً مترادف با بوسنیایی‌ها و هرزگوینی‌ها است .این شامل اعضای گروه‌های نژادی تشکیل دهنده بوسنی و هرزگوین: بوسنیایی‌ها، صرب‌ها و کروات‌ها است ،اما محدود به آن‌ها نیست.کسانی که در منطقه جغرافیایی کوچکتر هرزگوین زندگی می‌کنند معمولاً ترجیح می‌دهند به عنوان هرزگوینی شناسایی شوند. 